# Beër Tuvia
Beër Tuvia (Hebreeuws: באר טוביה) is een mosjav van de regionale raad van Beër Tuvia. De mosjav ligt vlak bij de stad Kiryat Malakhi.